# グッド・ストライプス
『グッド・ストライプス』は、2015年5月30日公開の日本映画。ファントム・フィルム配給。
岨手由貴子監督・脚本のオリジナル作品で長編商業映画デビュー作。菊池亜希子・中島歩のダブル主演。中島歩は映画初主演。
4年の交際期間を経てマンネリ状態となり破局寸前だったカップル・緑と真生が、妊娠を期に結婚を決め、お互いの家族やルーツを知っていくラブストーリー。

## キャスト
- 萬谷緑 - 菊池亜希子
- 南澤真生 - 中島歩
- 裕子（緑の親友） - 臼田あさ美
- 祥子（真生の元同級生） - 井端珠里
- 萬谷桜（緑の妹） - 相楽樹
- 萬谷美幸（緑の姉） - 山本裕子
- 工藤紗代子（吉村の恋人） - 中村優子
- 南澤里江（真生の母） - 杏子
- 吉村仁志（真生の父） - うじきつよし
- ヤーモン（真生の友達） - 蕨野友也
- ホーリー（真生の友達） - 木ノ本嶺浩
- タケオ（真生の友達） - 上原拓馬
- 萬谷和男（緑の父） - 大崎章
- 萬谷しのぶ（緑の母） - 唐木ちえみ
- チセ（フレンチ・ブルドッグ） - ラテ

## エピソード
- 真生の父の家を訪れるシーンは和歌山県田辺市で撮影された。
- 緑のペットであるカメの「カシオペア」という名前は、ミヒャエル・エンデの『モモ』に由来している。
- 真生のペットである犬の「チセ」という名前は、榛野なな恵の『Papa told me』に由来している。
- 結婚式のシーンで白無垢姿の緑がつけているヘッドドレスは監督が自身の式で使用したものである。

## スタッフ
- 監督・脚本：岨手由貴子
- 主題歌：大橋トリオ「めくるめく僕らの出会い」
- 音楽：宮内優里
- 製作：川城和実/小林栄太朗/小西啓介/武田智哉
- プロデューサー：西川朝子/狩野直人/佐藤正樹/西ヶ谷寿一
- 撮影：佐々木靖之
- 照明：後閑健太
- 美術：安宅紀史/田中直純
- 録音：高田伸也
- スタイリスト：荻野玲子
- メイク：宮本真奈美
- 助監督：茂木克仁
- 制作担当：田中深雪
- ラインプロデューサー：金森保
- 音楽監修：近越文紀
- 劇中演奏曲：sugar me
- 製作：「グッド・ストライプス」製作委員会（バンダイビジュアル/テンカラット/ファントム・フィルム/アサツー ディ・ケイ）
- 配給・宣伝：ファントム・フィルム
- 制作プロダクション：キリシマ1945
- 特別協力：petit tail

## 受賞
- 第7回TAMA映画賞[1]
  - 最優秀新進監督賞（岨手由貴子）
  - 最優秀新進男優賞（中島歩）
- 2015年度新藤兼人賞[2]
  - 金賞（岨手由貴子）